# A nagy játszma (Sherlock)
A nagy játszma a Sherlock című televíziós sorozat harmadik epizódja. Egyben ez az első évad szezonzáró része is, melyben Moriarty gátlástalan kegyetlenséggel hívja ki Sherlockot egy játékra, melyben gyors egymásutánban kell megfejteni a rejtélyeket.
2010. augusztus 8-án mutatták be a BBC-n. 

## Cselekmény
John ijedtében hazarohan, miután hírt kap arról, hogy robbanás történt a Baker Streeten. Sherlockot szerencséjére épen és egészségesen találja, akit a bátyja, Mycroft épp rá akar bírni arra, hogy nyomozza ki egy MI6-alkalmazott rejtélyes halálát, és azt, hogy a nála lévő, szigorúan bizalmas adatokat tartalmazó pendrive hová tűnhetett. Sherlock nem vállalja, hanem helyette a rendőrség kérésének tesz eleget: a robbanás helyszínén egy széfben ugyanis találnak egy telefont. Innentől az események váratlan fordulatot vesznek, ahogy Sherlock egyszercsak üzeneteket kezd el kapni. Az első üzenet egy pár edzőcipőhöz vezeti el őt, majd felhívja egy rémült nő, aki egy titokzatos személy üzenetét olvassa fel a számára. A rejtélyes alak azt követeli, hogy Sherlock fejtse meg a következő feladványt 12 órán belül, különben felrobbantja a nőt. Sherlock az edzőcipőt ennek hatására beviszi a laborba kivizsgálásra. Molly Hooper bemutatja neki a barátját, Jimet, ám Sherlock közli vele, hogy Jim nem lehet a randija, mert homoszexuális. Az edzőcipő esetét kinyomozva rájön, hogy az egy medencébe fulladt fiúé volt, akinek a fulladása gyilkosság volt: az ekcéma elleni krémébe botulinum toxint rejtettek. A megfejtést közli a rejtélyes alakkal telefonon, aki elengedi a nőt.
A második rejtélyre már csak nyolc órát kap a következő telefonálótól, s amelynek a kezdő nyoma egy vérrel borított sportkocsi. A cél megtalálni a gazdáját. Némi kutakodást követően rájön, hogy a férfi Kolumbiába távozott, és hogy egy ügynökségen keresztül szervezte meg az eltűnését. A megfejtés ezúttal is helyes, a túszt elengedik. A harmadik túsz ezután telefonál: az ő esetében egy látszólag tetanuszban meghalt tévés műsorvezető ügyét kell kinyomozni. Sherlock rájön, hogy a sérülés a halála után keletkezett, és az ügy gyilkosság: a házvezetőjük tette el őt láb alól, aki a testvérének a szeretője is egyben, azzal, hogy megemelte a botoxadagját. Hiába fejti meg a rejtvényt, a túsz és még 12 másik ember meghalnak, mert a bombájuk felrobban, amikor a nő az elkövető hangjáról kezd el beszélni.
A negyedik üzenet egy szimpla kép a Temzéről, túszok nélkül. A helyszínt beazonosítva Sherlock egy biztonsági őr holttestét találja ott, akivel a Gólem becenevű bérgyilkos végzett. Követve a nyomokat megtalálja az illetőt, de nem tudja megakadályozni a következő gyilkosságot: az illetőnek és a biztonsági őrnek is azért kellett meghalnia, mert tudtak róla, hogy egy nagy értékű festmény, ami nemrég érkezett a múzeumba, hamis. Miközben Sherlock a képet tanulmányozza, felhívja egy kislány, a negyedik túsz. Mindössze 10 másodperce van, hogy rájöjjön, miért hamis a festmény, de végül felfedezi, hogy a képre egy szupernóva van felfestve, ami nem lehetett volna rajta, ismerve a kép korát. A túsz megmenekül, a múzeum kurátora pedig bevallja, hogy ő tervelte ki a gyilkosságot, amiben egy bizonyos Moriarty volt a segítségére.
Eközben Sherlock titokban kinyomozza a bátyja esetét is, ahol kiderül, hogy az MI6-munkatársat a sógora ölte meg véletlenül, azért, mert ellopta tőle a pendrive-ot, aminek a tartalmát aztán értékesíteni kívánta. Az illető nem tud az adathordozóval mit kezdeni, de Sherlocknak támad egy ötlete: ezzel csalja elő Moriartyt. Találkozót beszél meg vele egy uszodában éjfélkor, de legnagyobb megdöbbenésére a robbanó övbe kötött Johnnal találkozik ott. Végül Moriarty, az egész kitervelője is felbukkan, akivel igazából már találkoztak: ő volt Molly barátja, Jim. Követeli Sherlocktól, hogy hagyjon fel ezzel a nyomozósdival, különben „ki fogja őt égetni”, de Sherlock nemet mond. Moriarty távozik egy időre, ami arra elég, hogy Sherlock kiszabadítsa Johnt, de hamarosan visszatér, azzal a szándékkal, hogy mesterlövészeivel megöleti őket. Sherlock egy váratlan húzással előhúzza pisztolyát, és a robbanószerre céloz vele...

## Forgatás
Miután a BBC berendelte az egész évadot, ez az epizód készült el sorrendben legelőször. Ennek oka az volt, hogy Steven Moffat, aki az első részt írta, épp a Ki vagy, doki? forgatásával volt elfoglalva.
Ebben a részben mutatkozott be Andrew Scott, mint Moriarty. Moffat szerint mivel a karakter maga olyan, hogy egyszer kifinomult és meggyőző, másszor pedig enyhén bolondos, ezért olyan színészt kerestek, akinek már a megjelenésében van valami félelmetes és pszichotikus. Scott tökéletes választásnak ígérkezett a szerepre. Moriarty és Sherlock összecsapását eredetileg nem akarták már az első évadban ellőni, de rájöttek, hogy ezt meg kell csinálniuk. Így készült el az uszodai találkozó.